# NGC 7192
NGC 7192 est une vaste galaxie lenticulaire (elliptique selon certaines sources) située dans la constellation de l'Indien. Sa vitesse par rapport au fond diffus cosmologique est de 2 866 ± 15 km/s, ce qui correspond à une distance de Hubble de 42,3 ± 3,0 Mpc (∼138 millions d'al). NGC 7192 a été découverte par l'astronome britannique John Herschel en 1835.
NGC 7192 est une galaxie LINER, c'est-à-dire une galaxie dont le noyau présente un spectre d'émission caractérisé par de larges raies d'atomes faiblement ionisés. De plus, selon la base de données Simbad, elle est aussi une galaxie active de type Seyfert 2.
À ce jour, 14 mesures non basées sur le décalage vers le rouge (redshift) donnent une distance de 33,779 ± 9,081 Mpc (∼110 millions d'al), ce qui est à l'intérieur des valeurs de la distance de Hubble. Notons cependant que c'est avec la valeur moyenne des mesures indépendantes, lorsqu'elles existent, que la base de données NASA/IPAC calcule le diamètre d'une galaxie et qu'en conséquence le diamètre de NGC 7192 pourrait être d'environ 62,6 kpc (∼204 000 al) si on utilisait la distance de Hubble pour le calculer.

## Morphologie

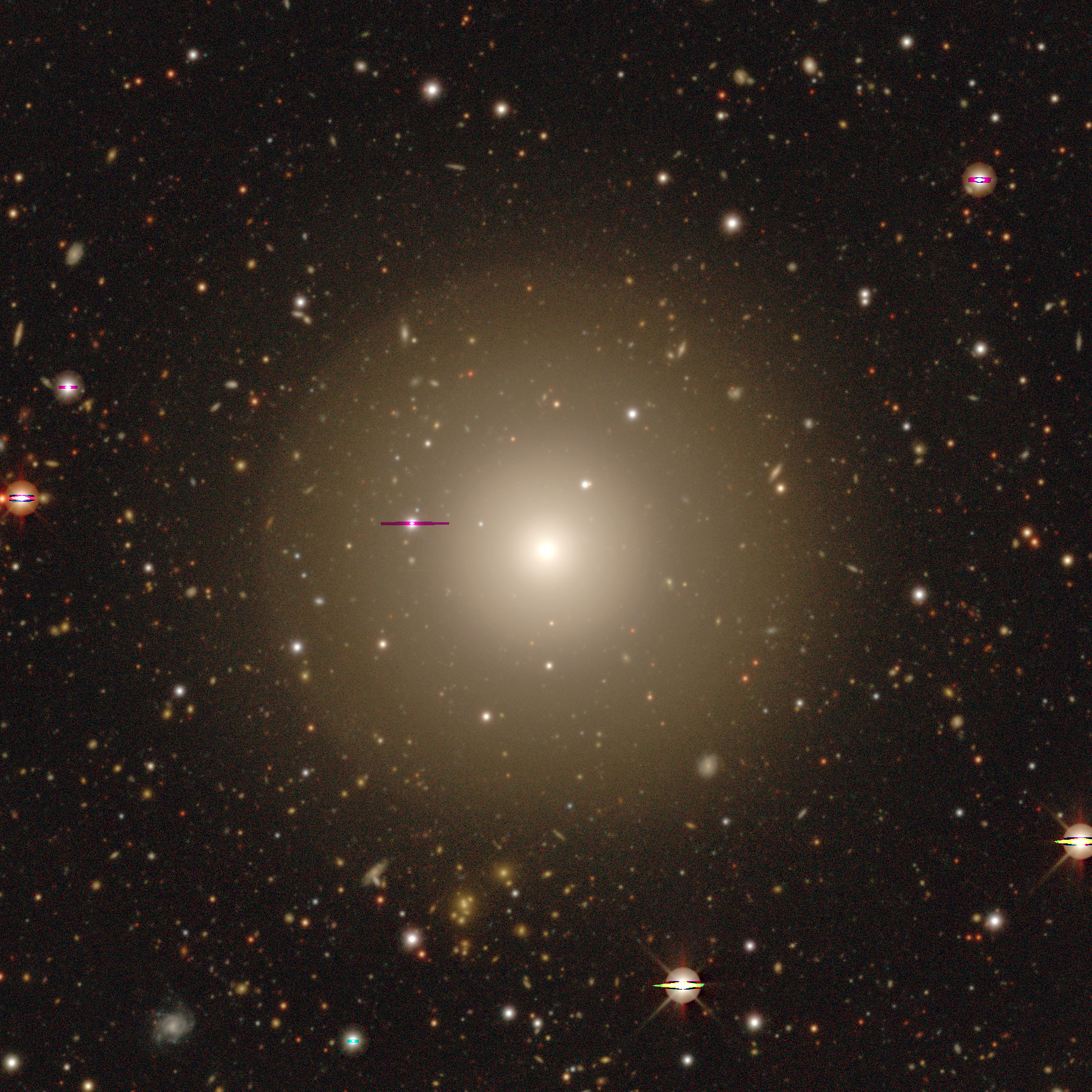
NGC 7192 par le projet « Legacy Surveys DR10 ».

NGC 7192 a été utilisé par Gérard de Vaucouleurs comme une galaxie de type morphologique SA0- dans son atlas des galaxies,
.
Selon des observations en infrarouge proche, NGC 7192 est une galaxie lenticulaire de type SO. 
NGC 7192 ne présente aucune structure remarquable tant dans le domaine de la lumière visible que dans l'ultraviolet proche (NUV).

## Groupe de NGC 7192
Selon A. M. Garcia, NGC 7192 fait partie d'un groupe de galaxies qui porte son nom. Le groupe de NGC 7192 renferme au moins cinq membres. Les autres galaxie sont NGC 7179, NGC 7191, NGC 7219 et ESO 108-23.